# Krhov (okres Třebíč)
Obec Krhov (německy Kirhau) se nachází v okrese Třebíč v Kraji Vysočina. Žije zde 177 obyvatel.
Krhov leží asi 9 km jihovýchodně od Třebíče a 20 km severovýchodně od Moravských Budějovic. Sousedními obcemi sídla jsou Radkovice u Hrotovic, Bačice, Hrotovice, Myslibořice a Račice.

## Geografie
Krhovem prochází ze severu na jih silnice z Račic do Bačic, na severním okraji území obce prochází silnice II/152 z Myslibořic do Hrotovic, přes východní část území obce prochází severojižním směrem silnice z Myslibořic do Radkovic u Hrotovic, přes západní část území obce pak prochází severojižním směrem silnice z Hrotovic do Bačic. Na východní hranici území obce v údolí pak prochází Naučná stezka Hrotovicko.
Jihozápadní část území obce je zalesněná, pak je zalesněn ještě východní okraj území obce nad Račickým potokem, zbytek území je využíván zemědělsky. 
Západně od území obce pramení Bačický potok, ten pak teče východně přes rybníky Hrušovec a Utopenec, posléze se na východním okraji území obce vlévá do Myslibořického potoka. Myslibořický potok pramení u Myslibořic, následně teče západně přes území Krhova a východním okraji území obce se vlévá do Račického potoka. Východní hranice území obce je tvořena Račickým potokem, který se posléze u Rouchovan vlévá do Rouchovanky. Západně od hranic obce pramení Sadní potok, ten pak teče západně přes rybník Odehnal, kde se do něj vlévá nepojmenovaný potok, dále přes zastavěné území obce a následně se na hranici území vlévá do Račického potoka. 
Většina území obce se nachází ve výšce cca 450 metrů nad mořem. Na okraji území obce se nachází památné stromy Duby u Mlýnského potoka a Dub u Mocly.
Krhov se nachází téměř uprostřed území obce, severně od vesnice se pak nachází několik rodinných domů, které těsně přiléhají k Račicím, které jsou těsně za severní hranicí území obce a s částí Krhova tak tvoří prakticky souměstí. Na severozápadním okraji území se nachází území, kde kdysi stával bývalý Hájský dvůr.

## Historie
První písemná zmínka o obci pochází z roku 1253, kdy byl znám krhovský farář Eneáš.
V roce 1271 Artleb z Myslibořic věnoval na stavbu krhovského kostela 2 hřivny, v roce 1398 pak pánové z Myslibořic prodali Vítovi z Prahy a Tomášovi a Václavovi z Oseka, ti ale pak hned zadluženou obec prodali Elišce ze Smrku, která předala ves Benešovi z Krhova.
Následně se předával majetek mezi různými majiteli, až kolem roku 1500 získal Krhov Jan Zelený z Říčan, který pak přikoupil k panství i Račice a Udeřice. Jeho syn Burian z Říčan pak přikoupil v roce 1531 ještě Zárubice a někdejší Oldřichovice. Jan Zelený zemřel roku 1563 a byl pohřben v krhovském kostele. V roce 1570 pak postoupily vesnici Janu Zahradeckému ze Zahrádek, jeho syn Arnošt pak přikoupil i Hrotovice. Jeden z jeho potomků Jindřich pak roku 1643 prodal Krhov a okolní vesnice (Bačice, Udeřice, Račice, Odunec, Zárubice, Litovany) Janu Arnoštovi z Scharfenberku. Roku 1681 obec získala pečeť. V roce 1774 byla ve vsi ustanovena škola. Na konci 18. století byl v obci postaven barokní zámeček, postaven byl na základech původní tvrze z 15. století. Následně pak majetek získal Ondřej Roden z Hirzenau, tomuto rodu Krhov patřil až do roku 1825. V roce 1826 majetek získal Hubert z Harnoncourtu a v roce 1845 pak bankéř Jiří Sina. Od roku 1882 je byl majitelem rakouský podnikatel Antonín Dreher. V roce 1866 byla ve vsi postavena nová školní budova a roku 1902 byl opraven kostel ve vsi.
Do roku 1849 patřil Krhov do hrotovického panství, od roku 1850 patřil do okresu Moravský Krumlov, pak od roku 1942 do okresu Moravské Budějovice a od roku 1960 do okresu Třebíč. Mezi lety 1980 a 1990 patřil Krhov pod Hrotovice, následně se obec osamostatnila.
| Rok            | 1869 | 1880 | 1890 | 1900 | 1910 | 1921 | 1930 | 1950 | 1961 | 1970 | 1980 | 1991 | 2001 | 2011 | 2021 |
| -------------- | ---- | ---- | ---- | ---- | ---- | ---- | ---- | ---- | ---- | ---- | ---- | ---- | ---- | ---- | ---- |
| Počet obyvatel | 378  | 382  | 375  | 401  | 430  | 458  | 435  | 341  | 346  | 332  | 293  | 244  | 218  | 218  | 167  |
| Počet domů     | 50   | 51   | 52   | 61   | 61   | 66   | 79   | 87   | 82   | 80   | 79   | 80   | 81   | 85   | 87   |

## Části obce
Do roku 1867 byly součástí Krhova i vesnice Bačice, Odunec, Račice, Udeřice a Zárubice.

## Politika

### Volby do Poslanecké sněmovny
|       | 2006                | 2010                | 2013                | 2017               | 2021                 |
| ----- | ------------------- | ------------------- | ------------------- | ------------------ | -------------------- |
| 1.    | ČSSD (41,5 %)       | KSČM (28,15 %)      | KSČM (29,41 %)      | ANO (34,02 %)      | ANO (45,19 %)        |
| 2.    | KSČM (26,41 %)      | ČSSD (26,21 %)      | KDU-ČSL (23,52 %)   | KDU-ČSL (16,49 %)  | SPOLU (22,11 %)      |
| 3.    | KDU-ČSL (15,09 %)   | KDU-ČSL (11,65 %)   | ČSSD (18,62 %)      | KSČM (13,4 %)      | Piráti+STAN (8,65 %) |
| účast | 64,67 % (108 z 167) | 62,65 % (104 z 166) | 62,20 % (102 z 164) | 60,63 % (97 z 160) | 68,87 % (104 z 151)  |

### Volby do krajského zastupitelstva
|      | 1.                | 2.                    | 3.                       | účast              |
| ---- | ----------------- | --------------------- | ------------------------ | ------------------ |
| 2000 | SNK (32 %)        | 4KOALICE (30,66 %)    | KSČM (21,33 %)           | 43,16 % (82 z 190) |
| 2004 | KDU-ČSL (37,09 %) | KSČM (27,41 %)        | ODS (11,29 %)            | 35,02 % (62 z 177) |
| 2008 | ČSSD (36 %)       | KSČM (22,66 %)        | KDU-ČSL (21,33 %)        | 44,44 % (76 z 171) |
| 2012 | KSČM (20,68 %)    | ČSSD (18,96 %)        | KDU-ČSL (18,96 %)        | 35,8 % (58 z 162)  |
| 2016 | KDU-ČSL (30 %)    | ČSSD (16,66 %)        | ANO 2011 (15 %)          | 37,89 % (61 z 161) |
| 2020 | ANO (24,13 %)     | STAN+SNK ED (15,51 %) | KDU-ČSL (13,79 %)        | 37,91 % (58 z 153) |
| 2024 | ANO (42 %)        | STAN+SNK ED (22 %)    | SPD+Trikolora+PRO (10 %) | 33,11 % (50 z 151) |

### Prezidentské volby
V prvním kole prezidentských voleb v roce 2013 první místo obsadil Miloš Zeman (47 hlasů), druhé místo obsadil Jan Fischer (34 hlasů) a třetí místo obsadil Jiří Dienstbier (17 hlasů). Volební účast byla 68,90 %, tj. 113 ze 164 oprávněných voličů. V druhém kole prezidentských voleb v roce 2013 první místo obsadil Miloš Zeman (102 hlasů) a druhé místo obsadil Karel Schwarzenberg (20 hlasů). Volební účast byla 74,85 %, tj. 122 ze 163 oprávněných voličů.
V prvním kole prezidentských voleb v roce 2018 první místo obsadil Miloš Zeman (68 hlasů), druhé místo obsadil Pavel Fischer (17 hlasů) a třetí místo obsadil Jiří Drahoš (15 hlasů). Volební účast byla 70,81 %, tj. 114 ze 161 oprávněných voličů. V druhém kole prezidentských voleb v roce 2018 první místo obsadil Miloš Zeman (84 hlasů) a druhé místo obsadil Jiří Drahoš (30 hlasů). Volební účast byla 71,25 %, tj. 114 ze 160 oprávněných voličů.
V prvním kole prezidentských voleb v roce 2023 první místo obsadil Andrej Babiš (54 hlasů), druhé místo obsadil Petr Pavel (24 hlasů) a třetí místo obsadila Danuše Nerudová (12 hlasů). Volební účast byla 77,08 %, tj. 111 ze 144 oprávněných voličů. V druhém kole prezidentských voleb v roce 2023 první místo obsadil Andrej Babiš (62 hlasů) a druhé místo obsadil Petr Pavel (45 hlasů). Volební účast byla 75,00 %, tj. 108 ze 144 oprávněných voličů.

## Pamětihodnosti
- Tvrz z 15. století, na přelomu 16. a 17. století přestavěna v renesanční zámek. Zámek Krhov byl v 18. století barokně upraven
- Kostel svatého Jakuba Staršího
- Socha svatého Jana Nepomuckého
- Boží muka při čp. 55
- Kříž při silnici do Bačic

## Zajímavosti
Obec Krhov a okolí jsou dějištěm knihy Smrt odpadlého bratra (ISBN 978-80-7268-544-8) spisovatele Jana Lipšanského.

## Osobnosti
- Ludmila Besedová, lékařka
- Antonín Chloupek (1714–1802), krhovský farář
- Vojtěch Mácha, legionář